# 6. podmorniška flotilja (Wehrmacht)
Za druge 6. flotilje glejte 6. flotilja.
6. podmorniška flotilja je bila bojna podmorniška flotilja v sestavi Kriegsmarine med drugo svetovno vojno.

## Baze
- oktober 1938 - december 1939: Kiel
- avgust 1941 - januar 1942: Gdansk
- februar 1942 - avgust 1944: St. Nazaire

## Podmornice
Razredi podmornic
- do 1941: IXA
- po 1941: VIIB, VIIC in VIIC41

Seznam podmornic
- U-37, U-38, U-39, U-40, U-41, U-42, U-43, U-44, U-87, U-136, U-209, U-223, U-226, U-228, U-229, U-251, U-252, U-253, U-260, U-261, U-264, U-269, U-270, U-277, U-290, U-308, U-312, U-335, U-337, U-340, U-356, U-357, U-376, U-377, U-380, U-385, U-386, U-404, U-405, U-411, U-414, U-417, U-436, U-437, U-445, U-456, U-457, U-465, U-477, U-585, U-586, U-587, U-588, U-589, U-590, U-591, U-592, U-598, U-608, U-609, U-610, U-614, U-616, U-623, U-626, U-627, U-640, U-642, U-648, U-655, U-658, U-666, U-668, U-672, U-673, U-675, U-680, U-703, U-705, U-742, U-756, U-757, U-758, U-766, U-964, U-967, U-972, U-981, U-982, U-986, U-999.

## Poveljstvo
Poveljnik
- Kapitan korvete Werner Hartmann (oktober 1938 - december 1939)
- Kapitan korvete Wilhelm Schulz (september 1941 - oktober 1943)
- Kapitanporočnik Carl Emmermann (november 1943 - avgust 1944)